# Tagalla
Tagalla est une localité située dans le département de Boussouma de la province du Sanmatenga dans la région Centre-Nord au Burkina Faso.

## Éducation et santé
Tagalla accueille un centre de santé et de promotion sociale (CSPS) tandis que le centre médical avec antenne chirurgicale (CMA) se trouve à Boussouma et que le centre hospitalier régional (CHR) est à Kaya.
Tagalla possède une école primaire publique, une école primaire privée et l'un des collèges d'enseignement général (CEG) du département.

## Religion
Tagalla est rattaché au diocèse de Kaya et possède une église catholique consacrée.